# Karl Landsteiner
Karl Ernest Landsteiner (Baden, 14 giugno 1868 – New York, 26 giugno 1943) è stato un medico, biologo e fisiologo austriaco naturalizzato statunitense.
Nel 1900 egli identificò tre dei quattro gruppi sanguigni umani (A, B e 0) inventando la classificazione del sistema AB0; nel 1902 due colleghi di Landsteiner, Alfred von Decastello e Adriano Sturli, scoprirono il gruppo AB, il quarto gruppo sanguigno, aiutando così a chiarire ulteriormente le differenze di compatibilità tra i tipi di sangue.  Successivamente, nel 1940, con Alexander Wiener, Landsteiner scoprì il fattore Rh. Identificò inoltre per primo il virus della poliomielite, che isolò nel 1908.
La scoperta dei gruppi sanguigni (che gli valse il premio Nobel per la medicina e la fisiologia nel 1930) portò, come maggiore conseguenza, all'impiego pratico e diffuso della trasfusione di sangue, che prima era molto rischiosa perché non c'era modo di sapere se il sangue di due individui fosse compatibile o no. La determinazione del gruppo sanguigno cominciò a entrare nell'uso nel 1907 e la trasfusione fu praticata su vasta scala nel corso della prima guerra mondiale, salvando un gran numero di vite. Poiché il sangue per definizione è un tessuto, la trasfusione sanguigna si può considerare come il primo innesto di tessuto perfettamente riuscito nella storia della medicina.
A Vienna dove si era laureato in medicina nel 1891, Landsteiner insegnò patologia dal 1909 al 1919, dopo aver trascorso cinque anni studiando biochimica in varie università d'Europa per dedicarsi particolarmente all'immunologia. Nel 1922 Landsteiner si trasferì negli Stati Uniti, dove lavorò all'Istituto di ricerche mediche Rockefeller di New York, ed ottenne la cittadinanza USA nel 1929.

## Biografia

### Gioventù e studi universitari

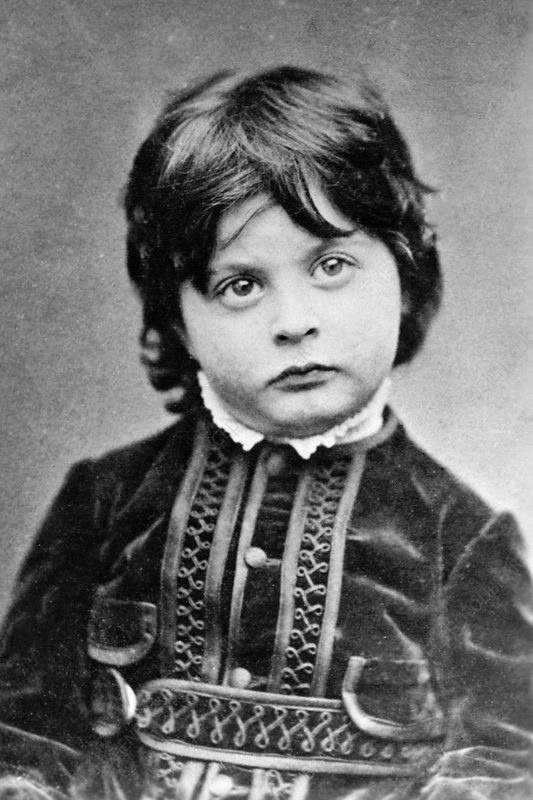
Karl Landsteiner da bambino

Karl Landsteiner nacque a Vienna in una famiglia ebraica il 14 giugno 1868. Il padre, Leopold Landsteiner, un dottore di legge, fu un giornalista famoso, che morì quando Karl aveva sei anni. Karl fu allevato dalla madre, Fanny Hess, alla quale era molto devoto. Dopo aver lasciato la scuola, Landsteiner studiò medicina presso l'Università di Vienna, laureandosi nel 1891, all'età di 23 anni. Successivamente cominciò a lavorare in laboratorio e intraprese gli studi di chimica organica.
Karl lavorò in diversi laboratori famosi in Europa, come quelli di Emil Fischer (Premio Nobel per la chimica nel 1902), di Eugen von Bamberg a Monaco e di Arthur Hantzsch e Roland Scholl a Zurigo. Durante questi anni cominciò a interessarsi all'immunologia pubblicando il suo primo articolo su batteriologia e sierologia, che gli aprì la strada ai successivi studi e scoperte sul sangue.

### Gli studi sugli anticorpi e le varie scoperte in ambito scientifico

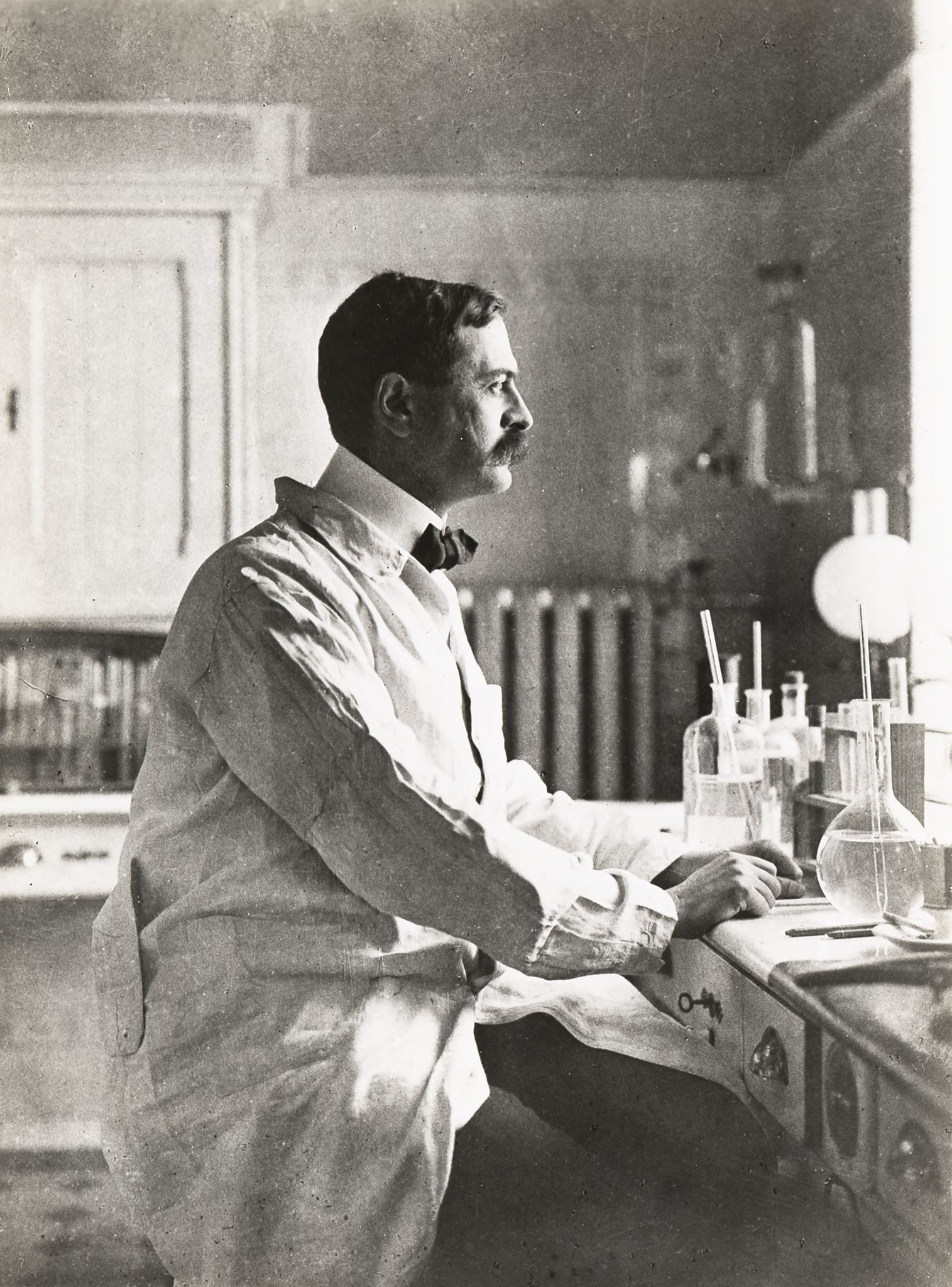
Landsteiner in laboratorio nel 1899

Tornato a Vienna, Landsteiner riprese i suoi studi di medicina presso l'Ospedale Generale di Vienna. Nel 1896 divenne assistente sotto Max von Gruber presso l'Istituto Igiene a Vienna. Anche in questo momento si interessò dei meccanismi di immunità e della natura degli anticorpi.
Nel 1900 scrisse un lavoro sull'agglutinazione del sangue: la reazione immunologica tra antigene e anticorpo, che si verifica quando il sangue di due umani viene a contatto. Ossia il fenomeno per cui anticorpi specifici presenti nel sangue si dirigono contro gli antigeni di membrana delle cellule: quelle con la stessa carica elettrica si respingono vicendevolmente mentre l'anticorpo, neutralizzando tali cariche, favorisce la formazione di ammassi cellulari, agendo come un "ponte" tra due elementi cellulari.
All'epoca si pensava che questo fenomeno fosse una malattia: contrariamente a questa convinzione, Landsteiner spiegò che si trattava invece di una normale reazione dovuta alle caratteristiche specifiche e individuali del sangue umano. È da questo principio di incompatibilità tra i diversi tipi di sangue che prese spunto lo studio che gli sarebbe valso il Premio Nobel per la medicina e la fisiologia, vinto nel 1930.
Dal 1898 fino al 1908 ricoprì l'incarico di assistente presso il Dipartimento di Anatomia Patologica dell'Università di Vienna, con a capo il professor A. Weichselbaum, scopritore della causa batterica della meningite, e con Fraenckel che aveva scoperto lo pneumococco. Qui Landsteiner lavorò sulla fisiologia morbosa sull'anatomia patologica. Nel 1911 diventò professore di Anatomia Patologica presso l'Università di Vienna, tuttavia senza avere la corrispondente retribuzione.
Fino al 1919, dopo venti anni di lavoro di anatomia patologica, Landsteiner, con dei collaboratori, pubblicò molti articoli sulle sue scoperte in anatomia patologica e in immunologia. Karl scoprì nuovi fatti circa l'immunologia della sifilide e i fattori immunologici che chiamò apteni. Egli diede così fondamentali informazioni sull'emoglobinuria parossistica.
Egli mostrò che la causa della poliomielite poteva essere studiata iniettando all'interno di scimmie materiale preparato macinando il midollo spinale di bambini che erano morti di questa malattia. Essendo Vienna priva di scimmie, si trasferì all'Istituto Pasteur a Parigi, dove le scimmie erano disponibili, per compiere degli esperimenti. Il suo lavoro lì, insieme a quello fatto in modo indipendente da Flexner e Lewis, gettò le basi della nostra conoscenza sulla causa e immunologia della poliomielite.
Landsteiner diede numerosi contributi in anatomia patologica, istologia e immunologia, i quali hanno mostrato non solo la sua cura meticolosa nell'osservazione e nella descrizione, ma anche la sua comprensione biologica. Ma il suo nome sarà sempre onorato per la sua scoperta nel 1901 dei gruppi sanguigni, per cui ha ricevuto il Premio Nobel per la medicina nel 1930.

### La classificazione dei gruppi sanguigni umani

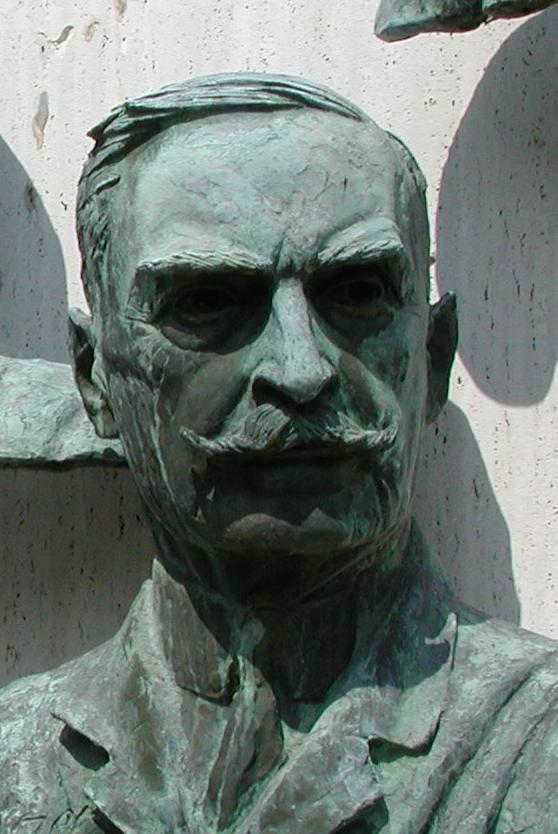
Busto in bronzo di Karl Landsteiner a Warm Springs

Nel 1909, classificò i gruppi sanguigni degli esseri umani in A, B, AB e 0, e dimostrò che le trasfusioni tra individui dei gruppi A o B non determinano la distruzione di nuove cellule del sangue: questo evento si verifica solo se a una persona viene trasfuso il sangue di una persona appartenente a un gruppo diverso. In precedenza, nel 1901-1903, Landsteiner suggerì che le caratteristiche che determinano i gruppi sanguigni sono ereditate e possono essere utilizzate per decidere i casi di paternità dubbia. Gran parte del lavoro successivo di Landsteiner e dei suoi allievi sui gruppi sanguigni e sull'immunoematologia si svolse a New York.

#### La scoperta del fattore Rh
Nel 1919 Landsteiner ottenne la nomina di prosector a un piccolo ospedale cattolico all'Aia. Qui pubblicò, tra il 1919 e il 1922, dodici carte sui nuovi apteni che aveva scoperto, su coniugati con le proteine che erano in grado di indurre anafilassi e sui problemi connessi, e anche sulla specificità sierologica dell'emoglobina di diverse specie di animali. Il suo lavoro nei Paesi Bassi si concluse quando gli fu offerto un posto nel Rockefeller Institute for Medical Research di New York. È stato qui che, in collaborazione con il collega Alexander Wiener, nel 1940 individuò il fattore Rh (da Rhesus, il nome comune della scimmia in cui questo fattore fu notato per la prima volta e in seguito riscontrato anche nel sangue umano), che permise di spiegare l'origine della malattia emolitica del neonato (o eritroblastosi fetale).

### Gli ultimi anni della sua vita
Alla fine della sua vita, Landsteiner continuò a indagare sui gruppi sanguigni e sulla chimica di antigeni, anticorpi e altri fattori immunologici che si verificano nel sangue. Rigorosamente esigente nelle richieste che ha fatto su di sé, Landsteiner possedeva energia inesauribile. Per tutta la vita ha fatto osservazioni in molti settori diversi da quelli appartenenti al suo lavoro (per esempio, fu responsabile di aver introdotto l'illuminazione in campo scuro nello studio di spirochete). Per natura un po' pessimista, ha preferito vivere lontano dalla gente.
Landsteiner si ritirò dal suo incarico presso l'Istituto Rockefeller nel 1939, ma continuò la sua attività di ricerca fino al 1943, quando morì a seguito di un attacco di cuore proprio sul banco del suo laboratorio. Alla sua morte, tutto il mondo riconobbe la perdita dell'illustre scienziato; mentre, a causa della sua origine ebraica, nella nativa Austria ed in Germania, gli furono riconosciuti onori soltanto nel 1947, dopo la fine della seconda guerra mondiale e la sconfitta del nazismo.